# Soleil Royal (1670)
Soleil Royal (Słońce królewskie) – francuski 104-działowy okręt liniowy, okręt flagowy admirała Tourville'a.
Zbudowany został w Breście pomiędzy 1669 a 1671 rokiem pod kierunkiem inżyniera Laurenta Hubaca i wcielony do floty jako okręt flagowy „Escadre du Ponant” (Eskadry Atlantyku). Był uważany za jeden z najlepiej zbudowanych i najzwrotniejszych okrętów epoki, powodem zaś szczególnej sławy tego okrętu stały się jego bardzo bogate zdobienia. Emblemat słońca został wybrany dla „Soleil Royal” przez samego Ludwika XIV jako jego – „Króla-Słońce” – osobisty symbol.
"Soleil Royal” stał na czele zwycięskiej francuskiej floty w bitwie pod Beachy Head w roku 1690; wziął też udział w bitwie pod La Hague 29 maja roku 1692. W trakcie tej ostatniej – zwanej też bitwą pod Barfleur – stał się przedmiotem ataku 3 nieprzyjacielskich trójpokładowców i chociaż ostatecznie jego obrona zakończyła się sukcesem, to po walce okręt był na tyle ciężko uszkodzony, że nie był w stanie wrócić do Brestu; Tourville musiał zostawić go wraz z dwoma innymi liniowcami w Cherbourgu. Miasto było pozbawione umocnień, zlikwidowanych na polecenie markiza de Louvois (decyzja ta była skutkiem długoletnich sporów między resortami wojny i marynarki). Dnia 1 czerwca na redzie Cherbourga stanęła angielska flota pod dowództwem wiceadmirała Delavalla, który przypuścił atak z wykorzystaniem branderów. W nocy z 2 na 3 czerwca 3 francuskie liniowce broniły się przed 17 jednostkami tego rodzaju, ale ostatecznie angielski „Blaze” przedarł się przez ogień i trafił „Soleil Royal”. Okręt zapadł się z wielkim hukiem, ogień dotarł bowiem do prochowni. Wkrótce podobny los spotkał dwa pozostałe francuskie liniowce. Mimo że mieszkańcy Cherbourga niemal natychmiast rzucili się na ratunek marynarzom, z 883-osobowej załogi okrętu ocalał tylko jeden człowiek.
We francuskiej marynarce wojennej zbudowano jeszcze dwa okręty liniowe o tej nazwie – w roku 1692 (w 1693 przemianowany na „Foudrayant”) i 1749.